# Václav Jílek (pilot)
Václav Jílek (11. července 1916 Písečné – 14. března 1945 Agualva) byl český pilot 311. československé bombardovací perutě.

## Život

### Před druhou světovou válkou
Václav Jílek se narodil 11. července 1916 v Písečném na Novoměstsku jako páté ze šesti dětí. Vychodil čtyři roky měšťanské školy a vyučil se stolařem. V roce 1936 absolvoval pilotní výcvik v aeroklubu a získal oprávnění k řízení turistických letadel, poté nastoupil do armádní Školy pro odborný dorost letectva v Prostějově. Vojenským letcem se stal v roce 1937. V Československé armádě sloužil do března 1939.

### Druhá světová válka
Po německé okupaci opustil Václav Jílek 11. července 1939 Protektorát Čechy a Morava a odešel do Polska, kde byl 29. srpna téhož roku zařazen do tamního vojenského letectva. Po pádu Polska v září 1939 padl do sovětské internace. Po propuštění 21. února 1941 se společně s dalšími přesunul přes Turecko, Palestinu a Jižní Afriku do Spojeného království, kam dorazil 12. července 1941. Dne 25. července byl přijat do Royal Air Force a nastoupil k pilotnímu a operačnímu výcviku. Zdárně jej ukončil 1. října 1942, kdy byl zařazen k 311. československé bombardovací peruti a jako její příslušník se poté účastnil protiponorkových hlídkových letů nad oceánem. Operační turnus ukončil 5. srpna 1944 a po přeškolení nastoupil k 246. dopravní peruti. Dne 14. března 1945 odstartoval jako velitel stroje Consolidated B-24 Liberator C Mk.VII EW626 z letiště na azorském ostrově Terceira k letu do Spojeného království. Letounu krátce po startu vysadily motory, vzňal se a havaroval u vesnice Agualva. Václav Jílek společně s dalšími členy posádky zahynul. Pohřben je na hřbitově v Lajes. Dosáhl hodnosti podporučíka.

## Ocenění

### Vyznamenání
- Československá medaile Za chrabrost před nepřítelem
- 2x Československý válečný kříž 1939
- Československá medaile za zásluhy I. stupně
- Pamětní medaile československé armády v zahraničí
- Válečná medaile 1939–1945
- Hvězda 1939–1945
- Britská medaile Za obranu
- Hvězda Atlantiku

### Posmrtná ocenění
- Václav Jílek byl v roce 1947 in memoriam povýšen do hodnosti nadporučíka a v roce 1991 do hodnosti plukovníka
- Václavu Jílkovi byla v roce 2005 na jeho rodném domě v Písečném odhalena pamětní deska[1]